# Tipula megalabiata
Tipula megalabiata är en tvåvingeart. Tipula megalabiata ingår i släktet Tipula och familjen storharkrankar.

## Underarter
Arten delas in i följande underarter:
- T. m. megalabiata
- T. m. referta